# Orgerius disgrega
Orgerius disgrega är en insektsart som beskrevs av Doering och Darby 1943. Orgerius disgrega ingår i släktet Orgerius och familjen Dictyopharidae. Inga underarter finns listade i Catalogue of Life.